# Archidendron glandulosum
Archidendron glandulosum är en ärtväxtart som beskrevs av Bernard Verdcourt. Archidendron glandulosum ingår i släktet Archidendron och familjen ärtväxter. Inga underarter finns listade i Catalogue of Life.